# Siva eminenca
Siva eminenca je oseba, ki je vpliven odločevalec ali svetovalec in deluje »v ozadju« v nejavni oziroma neuradni vlogi.
Besedna zveza se je prvotno nanašala na Françoisa Leclerca du Tremblaya, desno roko kardinala Richelieuja. Leclerc je bil kapucin in je slovel po svoji bež halji, po kateri je dobil vzdevek, saj so bež v tistem obdobju imenovali 'siva'. V Katoliški cerkvi se za naslavljanje ali označevanje kardinala uporablja 'Njegova eminenca'. Čeprav Leclerc nikoli ni dosegel naziva kardinala, so ga ljudje okoli njega tako naslavljali zaradi velikega na kardinala Richeileuja. Leclerc je omenjen v več popularnih delih. Aldous Huxley je v angleščini napisal Leclercovo biografijo z naslovom Grey Eminence. Obstaja tudi slika Jeana-Léona Gérôma L'Éminence Grise iz leta 1873, na kateri je upodobljen Leclerc med spuščanjem po stopnicah kardinalske palače in izkazovanje spoštovanja tam prisotnih. Leclerc je omenjen v romanu Alexandra Dumasa Trije mušketirji kot lik očeta Josepha, vplivnega Richelieujevega sodelavca, ki se ga je bilo treba bati.